# Environnement en Suède
L'environnement en Suède est l'environnement (ensemble des éléments - biotiques ou abiotiques - qui entourent un individu ou une espèce et dont certains contribuent directement à subvenir à ses besoins) du pays Suède. En 2014, le 'Global Green Economy Index' classe la Suède premier pays le plus écologique au monde : pollution faible, énergie très décarbonée, recyclage à la pointe...
Cependant, le géant suédois Ikea consomme 1 % des réserves mondiales de bois chaque année, avec un impact majeur sur les forêts mondiales (diminution de ces puits de carbone et de leur biodiversité), et un modèle national basé sur la sylviculture intensive et la monoculture. D'une manière générale, la consommation des ménages (produits importés...) est trop importante.

## La biodiversité en Suède

### Milieux, faune et flore

Carte du pays. On distingue le relief plus important au nord, entaillé de nombreux fleuves

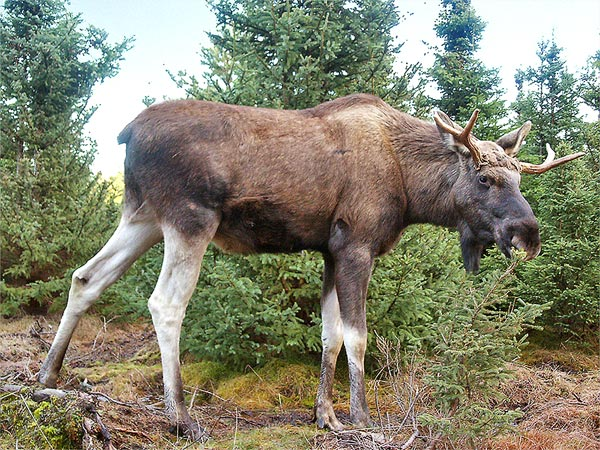
Élan européen (ici en Suède), au pelage plus clair, et aux pattes claires

La Suède est constituée en majorité de forêts de Conifères (53 %, pins, épicéas...), mais aussi de montagnes (17 %), de nombreux lacs et rivières (9 %) et de 8 % de terres cultivées. Le pays, étendu du nord au sud, et avec une façade littorale importante, présente une diversité de climats.
La diversité climatique est favorable à la présence d'une faune allant de l'ours et du loup dans le nord au chevreuil et au sanglier dans le sud. Les populations d'ours, lynx, sanglier sont en progression. On dénombre de 300 000 à 400 000 élans. Renards et lièvres sont également abondants. Beaucoup d'espèces d'oiseaux sont des migrateurs qui habitent le pays en été. La faune aquatique est également très diverse.
Dans les années 1970, les phoques avaient en grande partie disparu du fait de la surpêche et de la pollution. Leur pêche est alors presque complétement interdite, permettant d'augmenter la population de ces animaux. En 2019, le Parlement suédois envisage de libéraliser à nouveau la pêche aux phoques.

### Espaces protégés
| Abisko Björnlandet Blå Jungfrun Dalby Söderskog Djurö Fulufjället Färnebofjärden Garphyttan Gotska Sandön Hamra Archipel · d'Haparanda Koster- · havet Muddus Norra Kvill Padjelanta Pieljekaise Sarek Skuleskogen Stenshuvud Stora Sjöfallet Store Mosse Sonfjället Söderåsen Tiveden Tresticklan Tyresta Töfsingdalen Vadvetjåkka Ängsö Åsnen |

En 1910, la Suède a été le premier pays européen à créer des parcs nationaux, principalement dans les régions montagneuses.

#### Réseau européen Natura 2000
Le réseau Natura 2000 rassemble des sites naturels ou semi-naturels de l'Union européenne ayant une grande valeur patrimoniale, par la faune et la flore exceptionnelles qu'ils contiennent.
En décembre 2018, la Suède comptait 4 087 sites dont :
- 548 zones de protection spéciale (ZPS) pour les oiseaux sur une superficie de 40 896 km2 ;
- 3991 zones spéciales de conservation (ZSC) (dont les pSIC, SIC) pour les habitats et les espèces sur une superficie de 75 280 km2.
- La superficie totale est de 75 854 km2, ce qui représente 13,4 % de la surface terrestre et marine du territoire de la Suède[2].

##### Cartographie des sites Natura 2000 de la Suède
- [image] Carte des sites Natura 2000 (SIC, ZSC + ZPS) de la Suède, décembre 2017 (haute définition), Source

## Impacts sur les milieux naturels

### Activités humaines
La chasse est strictement règlementée.

#### Agriculture
En 1999, les exploitations en agriculture biologique sont bien plus répandues en Suède (12 % de l'ensemble des exploitations) qu'ailleurs dans l'Union européenne. 
L’hiver, 97 % des tomates sont importées, principalement des Pays-Bas, mais aussi d’Espagne ou du Maroc. En 2022, l'augmentation des prix de l'électricité, des graines, plants et fertilisants conduit le seul producteur de tomate national à arrêter la production de tomates en hiver (qui représentait 3 % des tomates consommées au niveau national).

#### Industries

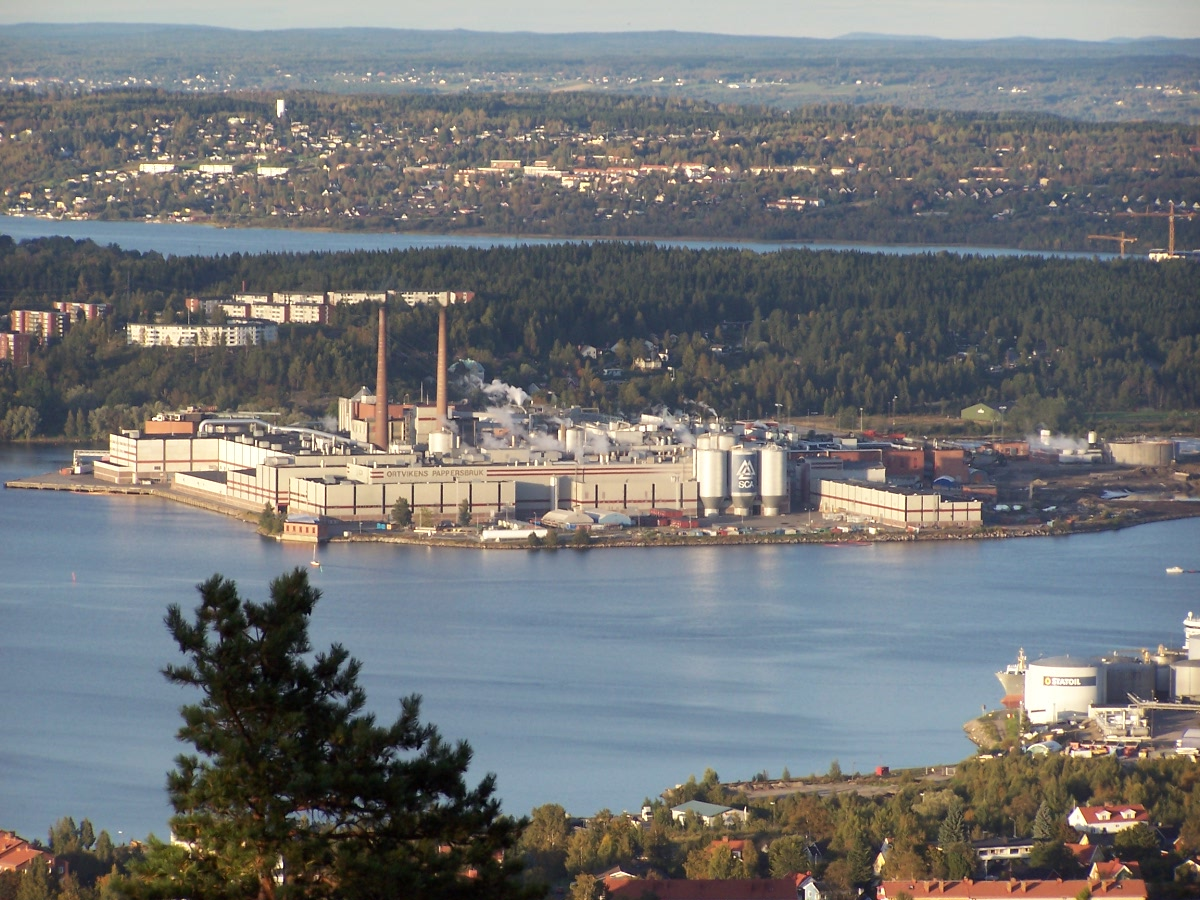
L'usine de pâte et papier d'Ortviken, à Sundsvall

- L'industrie papetière est très développée.
- L'entreprise suédoise Ikea fournit du mobilier et des objets de décoration a une grande partie de la planète, avec une implantation internationale. C'est la troisième plus grosse consommatrice de bois au monde. Au niveau national, cela conduit à un modèle de sylviculture intensive, basé sur les coupes à ras et la monoculture[5].

#### Transports
La Suède a mis en place des transports n'utilisant aucune électricité, ces transports sont qualifiés de transports doux. Par exemple, à Stockholm, plus d’un tiers des bus roulent au biogaz produit grâce aux déjections humaines.

### Pression sur les ressources

#### Ressource en eau
La Suède possède de grandes réserves d'eau potable.

#### Énergie

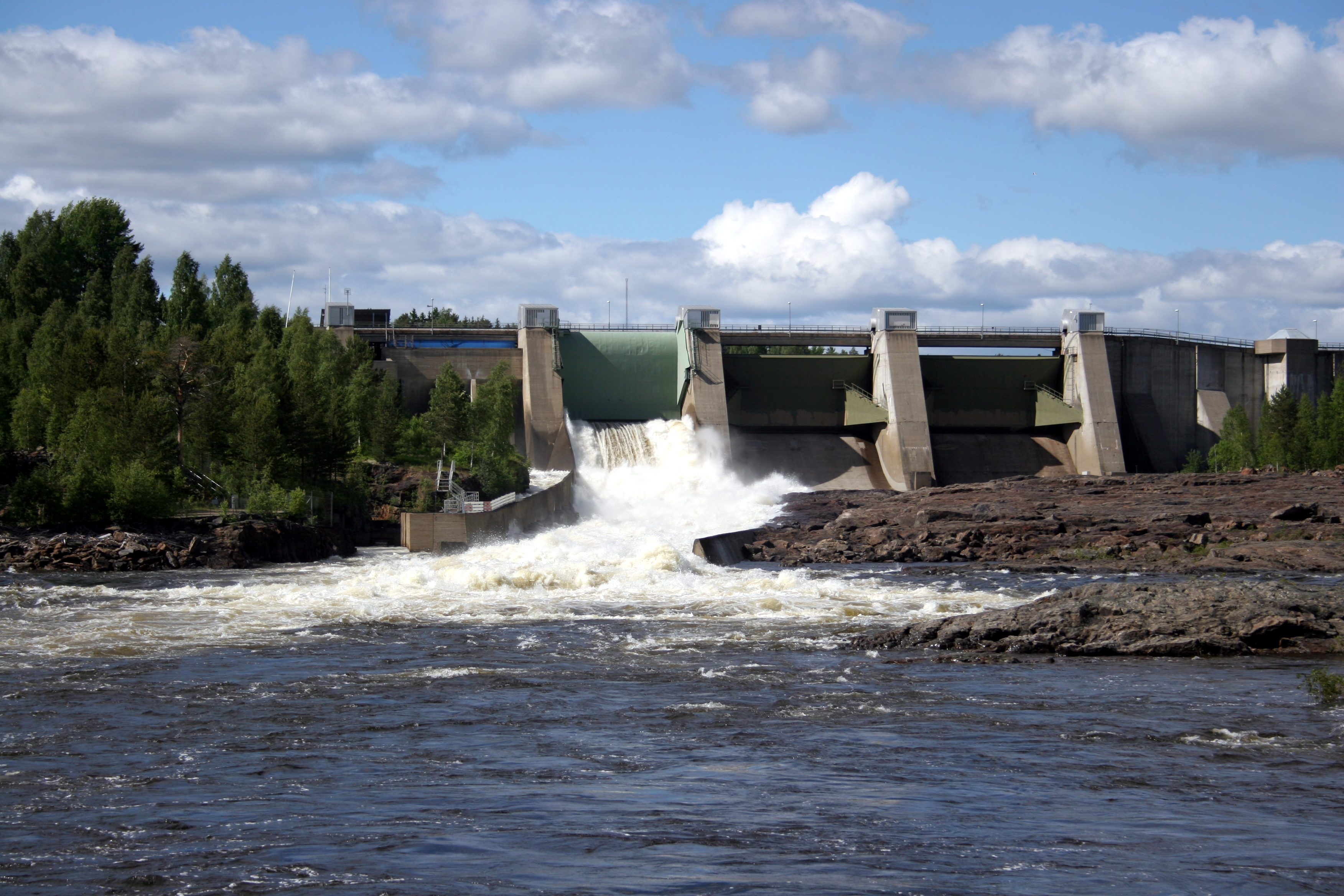
Le barrage de Stornorrfors au nord de la Suède

La production électrique est presque entièrement dé-carbonée : elle se répartit en 2013 entre l'énergie hydraulique à 40,7 %, l'énergie nucléaire à 42,6 %, l'énergie éolienne à 6,6 %, la biomasse à 7,6 % et les combustibles fossiles à 2,5 % et ceci depuis 2009. .

#### Pression sur les ressources non renouvelables
La Suède a diminué sa consommation de pétrole de 57 % en 42 ans : 13,4 Mm3 de produits pétroliers consommés en 2012 contre 31,3 Mm3 en 1970. Elle n'a pas de production propre de pétrole.

### Pollutions

#### Les émissions de gaz à effet de serre (GES)
La Suède émet 0,1 % des émissions mondiales de gaz à effet de serre.
les émissions de gaz à effet de serre basées sur la consommation s'élèvent à environ neuf tonnes par personne chaque année, selon l'agence publique nationale de protection de l'environnement.

#### La pollution de l'eau
La Baltique, mer quasi-fermée et peu profonde, est affectée par les pollutions agricoles. Néanmoins, la Suède limite ses effluents.

#### La gestion des déchets

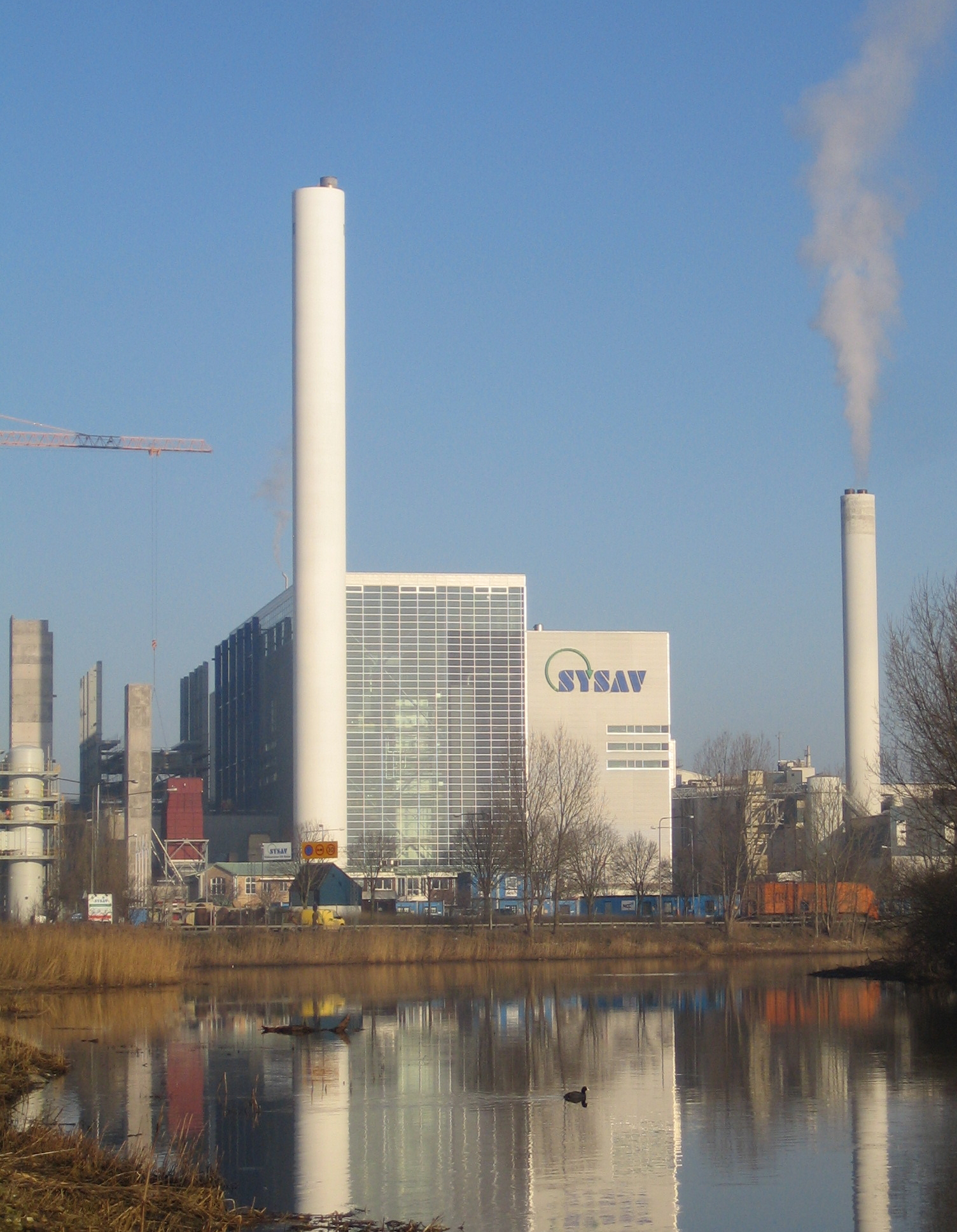
Incinérateur de Malmö (Suède).

Le taux de déchets générés par les Suédois est de 1 %. Les 99 % restant sont soit recyclés, soit valorisés en énergie, soit incinérés.
La Suède est un des pays d'Europe en surcapacité en termes d'incinération des déchets. Depuis 2012, elle importe des déchets aux pays voisins, à la suite d'une augmentation des déchets recyclés. Elle a ainsi importé 1,3 million de tonnes de déchets en 2015.
En 2016, les centrales alimentées par les ordures (alternative aux énergies fossiles) fournissent assez d’électricité pour 250 000 foyers, et de chauffage pour 810 000 foyers.

#### Impacts de l'urbanisation
La population suédoise est de 10 564 484 hab. La Suède possède une faible densité de population, sauf dans les zones urbaines (1,5 % du territoire), où vit 87 % de la population (1 437 personnes par kilomètre carré)

## L'exposition aux risques
La Suède est exposé à de multiples aléas naturels : inondations, tempêtes, incendies, glissements de terrain...

### Sécheresse et incendies
En 2018, le pays fait face à une vague d'incendies et de sècheresses inédite. Le pays est contraint d'abattre des élevages et de transformer du bétail en biocarburant, faute de foin ; et près de 25 000 ha étaient déjà partis en fumée courant juillet.
L'Europe du Nord connait alors une canicule avec des feux de forêt sans précédent. 18 761 ha ont brulé en Suède en 2018, contre 454 ha en moyenne de 2008 à 2017.

## Politique environnementale en Suède

### Énergie et climat
La mise en place d'une taxe carbone, dès 1991, et de systèmes de chauffage urbain limitent les rejets de gaz à effet de serre.
Les températures annuelles de la Suède augmentent deux fois plus vite que la moyenne planétaire.

### Villes durables

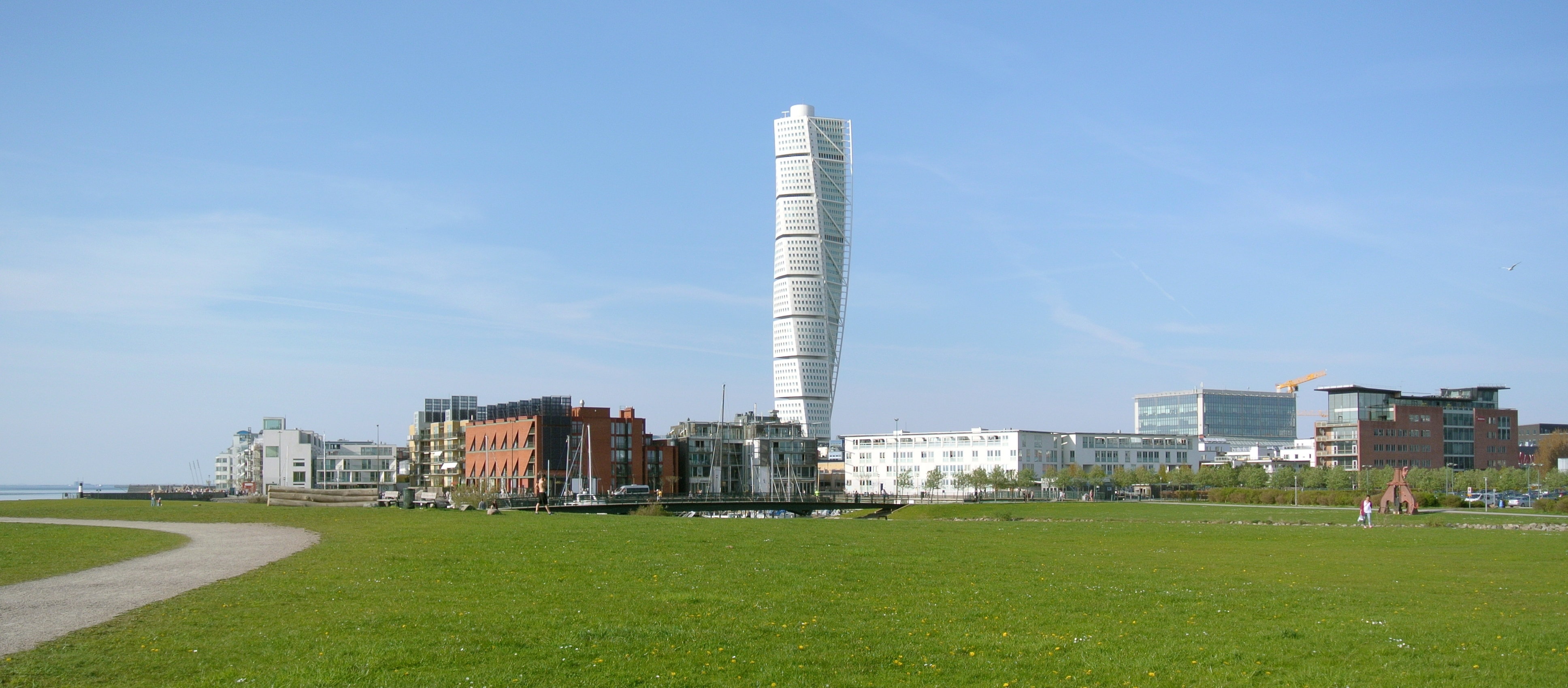
Panorama de l'écoquartier Västra hamnen vu depuis Ribersborgsstranden, avec la Turning Torso au centre.

L'écoquartier Västra hamnen de Malmö fait partie des quartiers en pointe en matière d'urbanisme durable.
Växjö a porté un plan climat très abouti. En 1980, elle fut la première ville suédoise à utiliser la biomasse pour produire du chauffage urbain.

### Évaluation environnementale globale
En 2014, le 'Global Green Economy Index' classe la Suède premier pays le plus écologique au monde,.
En 2015, l'organisation Global Footprint Network (GFN) indique que la Suède est un des 57 pays (sur 181) préservant ses ressources (réserve en biocapacité positive), notamment grâce à sa capacité forestière qui compense largement son empreinte carbone. La biocapacité s'élève à environ 10,5 gha (hectare global par habitant), l'empreinte écologique à 6,5 gha. Seule l'empreinte agricole est légèrement supérieure à la capacité agricole.
La Suède est frappée en 2018 par des épisodes de canicules et de sécheresses parmi les pires de son histoire. L'été est ainsi le plus chaud jamais observé depuis le début des enregistrements en 1756. En conséquence, les récoltes agricoles ont lourdement chuté et le pays, jusqu'alors exportateur de céréales, va devoir en importer.
Le jour du dépassement (date de l’année, calculée par l'ONG américaine Global Footprint Network, à partir de laquelle l’humanité est supposée avoir consommé l’ensemble des ressources que la planète est capable de régénérer en un an) du pays est le 3 avril. La Suède est le 5e pays dans ce calendrier, donc l'un des pays dont la consommation dépasse le plus les capacités de la planète.